# Голубев, Александр Вячеславович
Александр Вячеславович Голубев (род. 19 мая 1972 года) — советский и российский конькобежец, заслуженный мастер спорта России (1994). Первый в истории российский чемпион Олимпийских игр (в 1992 году россияне выступали в составе Объединённой команды). Один из трёх олимпийских чемпионов по конькобежному спорту от России (кроме Голубева — Светлана Бажанова и Светлана Журова). Почётный гражданин Костромы.

## Биография
Родился 19 мая 1972 года в поселке Караваево, Костромской район Костромской области.
В 1973 году семья Голубевых переезжает в Кострому. Здесь в 1979 году Александр поступает учиться в школу. Одновременно с этим он приходит в конькобежную секцию. Первый тренер — Шумилов Г. За время обучения сменил 3 школы (№ 29, № 7 и № 41). Получив неполное среднее образование (8 классов) поступает в Костромской автотранспортный техникум.
Тренировался под руководством Виктора Григорьевича Савельева.
В 1989 году вошёл в состав сборной команды СССР по скоростному бегу на коньках, в 1990 году стал мастером спорта международного класса.
Участник трёх Олимпиад на дистанции 500 метров:
- 1992 Альбервиль — 7-е место
- 1994 Лиллехаммер — 1-е место
- 1998 Нагано — 19-е место

В 1994 году после победы на Олимпийских играх Александру Голубеву было присвоено звание «Заслуженный мастер спорта России».
В 1998 году в 26 лет объявил о завершении карьеры спортсмена.
Заместитель председателя физкультурно-спортивного общества профсоюзов «Россия».

## Семья
Есть сын от первого брака.

Женат вторым браком — жена Елена. Сын Александр.

## Награды и звания
- Награждён орденом Почёта, медалью «За отличие в воинской службе» II степени.
- Почетный гражданин г. Костромы.
- В 2003 году школе олимпийского резерва Костромы присвоили его имя.